# Hemithyrsocera marginalis
Hemithyrsocera marginalis är en kackerlacksart som först beskrevs av Hanitsch 1933.  Hemithyrsocera marginalis ingår i släktet Hemithyrsocera och familjen småkackerlackor. Inga underarter finns listade i Catalogue of Life.